# Jordbävningen vid Puebla 2017
Jordbävningen vid Puebla 2017 (spanska: Terremoto de Puebla de 2017) var en kraftig jordbävning som inträffade onsdagen den 19 september 2017 och drabbade Mexico City och delstaterna Mexiko, Morelos och Puebla. 
Skalvets epicentrum ligger 5 km från Raboso, några mil sydost om Mexico City i en ganska tätbefolkad region.
Totalt omkom minst 230 personer i jordskalvet. Bland annat omkom 26 barn och fyra lärare när skolan Enrique C. Rébsamen i Mexico City kollapsade. Delstaten Morelos, strax söder om Mexico City drabbades hårt av skalvet – bara där omkom minst 72 personer. Minst 117 har omkommit i Mexico City, också i delstaterna Mexiko och Puebla har skalvet slagit till hårt.
Många byggnader kollapsade, bara i Mexico City kollapsade 27 byggnader och totalt 44 förstördes. Elektriciteten slogs ut för 3,8 miljoner kunder.
Jordbävningen var Mexikos andra större på en månad. Landet upplevde 7 september sin kraftigaste jordbävning på 85 år (Jordbävningen vid Jalisco 1932) då södra Mexiko drabbades av en jordbävning vid Chiapas, då 98 människor miste livet.
Jordbävningen vid Puebla inträffade på årsdagen av Jordbävningen i Mexico City 1985, då uppemot 10.000 människor miste livet.
Varje år drabbas regionen av ungefär 90 jordskalv med en magnitud över 4,0.
Efter skalvet utlöste Mexikos president Enrique Peña Nieto tre dagars landssorg.

### Fotnoter
1. ↑  ”Tre dagars landssorg efter skalvet i Mexiko” (på svenska). Svenska dagbladet. 20 september 2017. https://www.svd.se/93-doda-efter-kraftigt-skalv-i-mexiko. Läst 25 september 2017.